# Biserica „Cuvioasa Paraschiva” din Ampoița

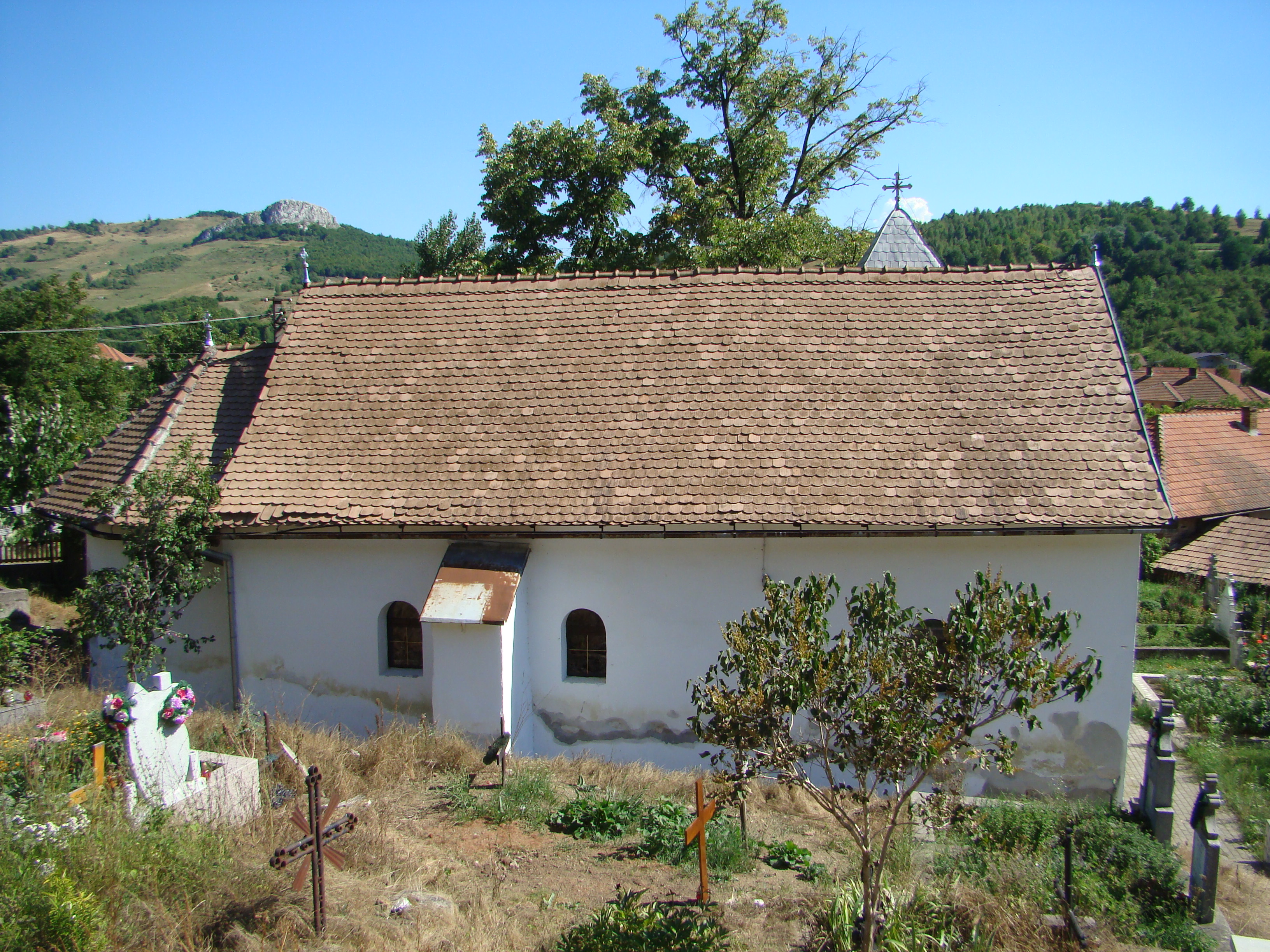
Biserica „Cuvioasa Paraschiva” din Ampoița, județul Alba, foto: august 2017.

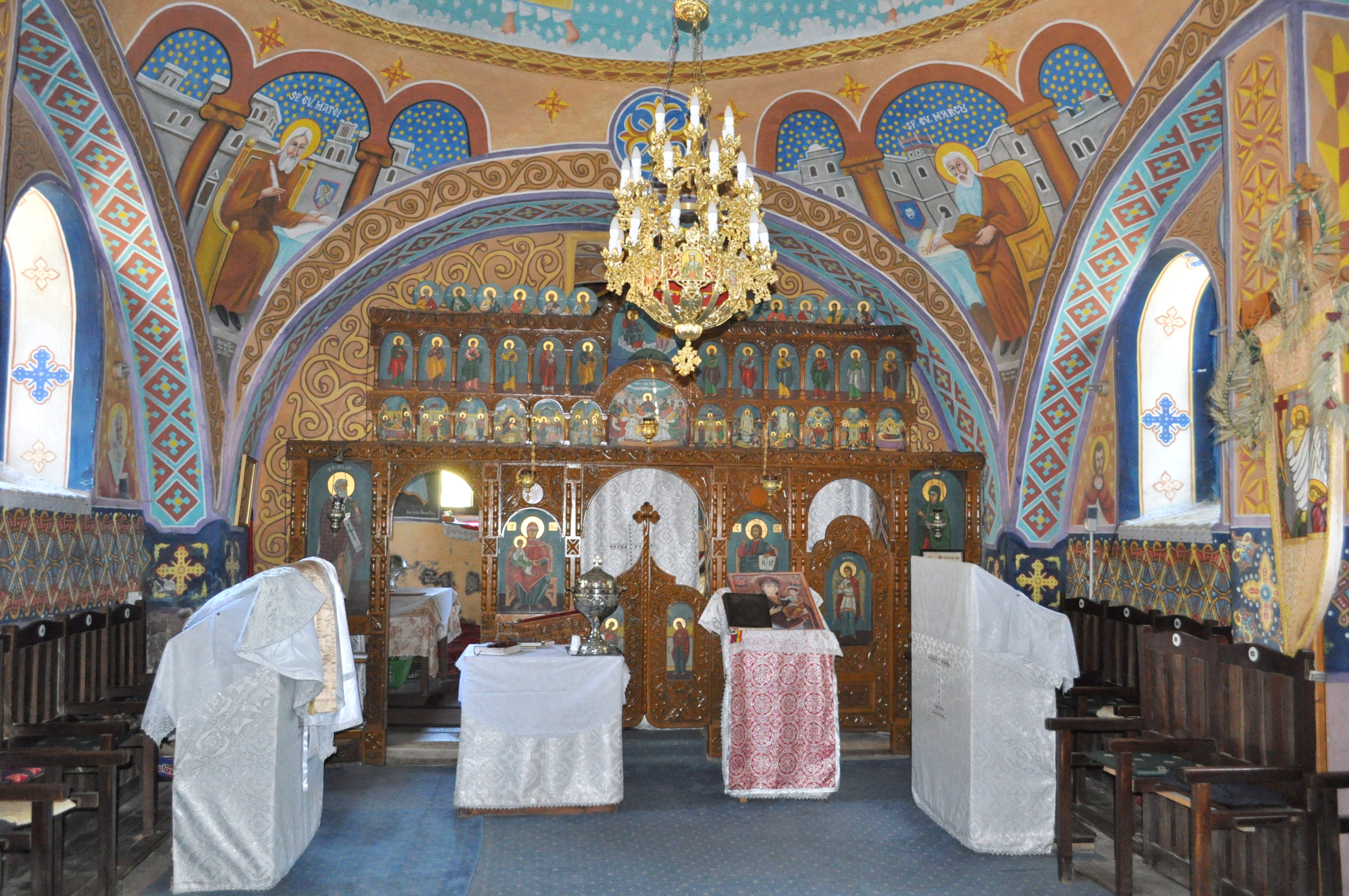
Nava spre iconostas

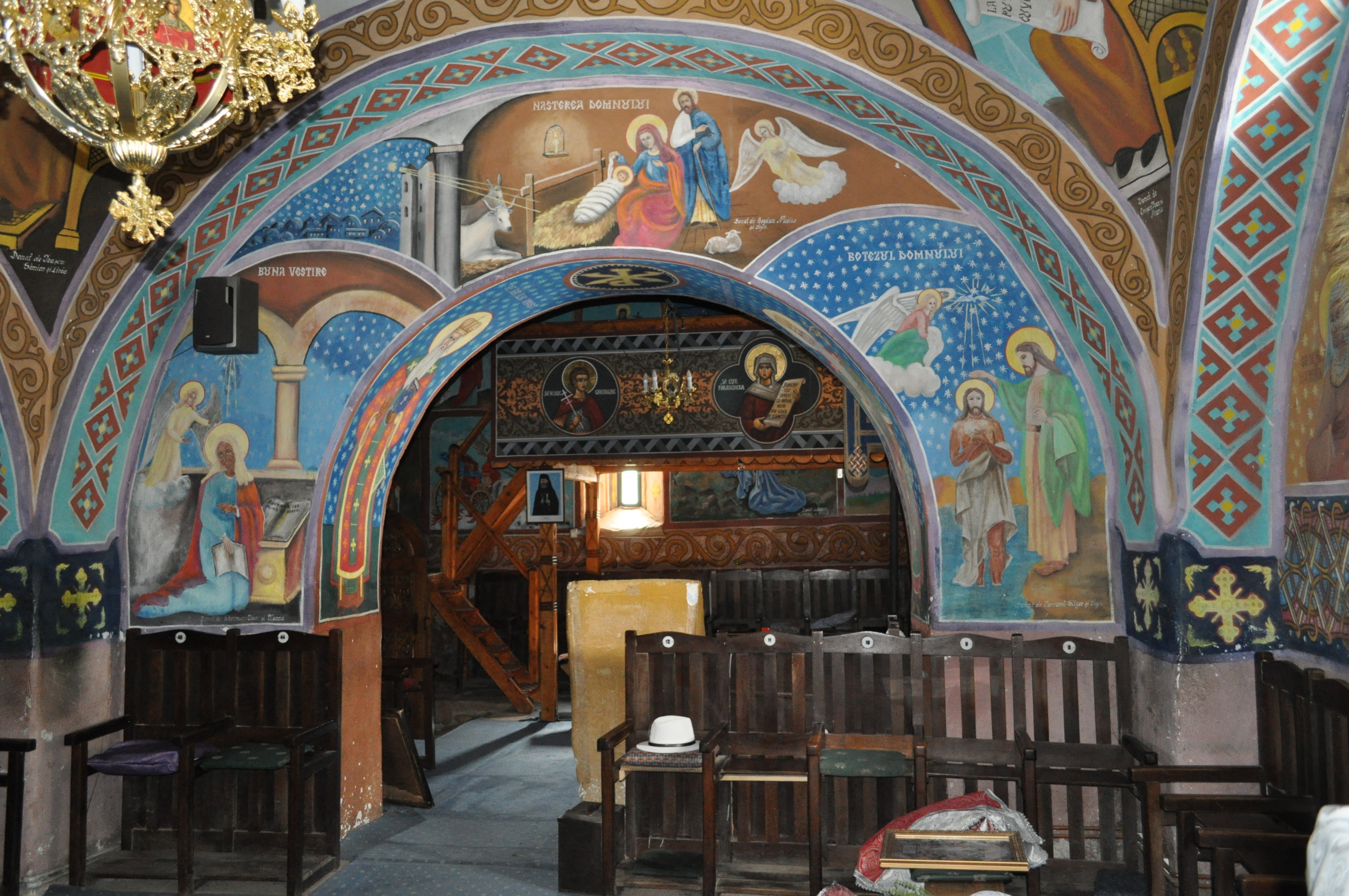
Nava spre ieșire

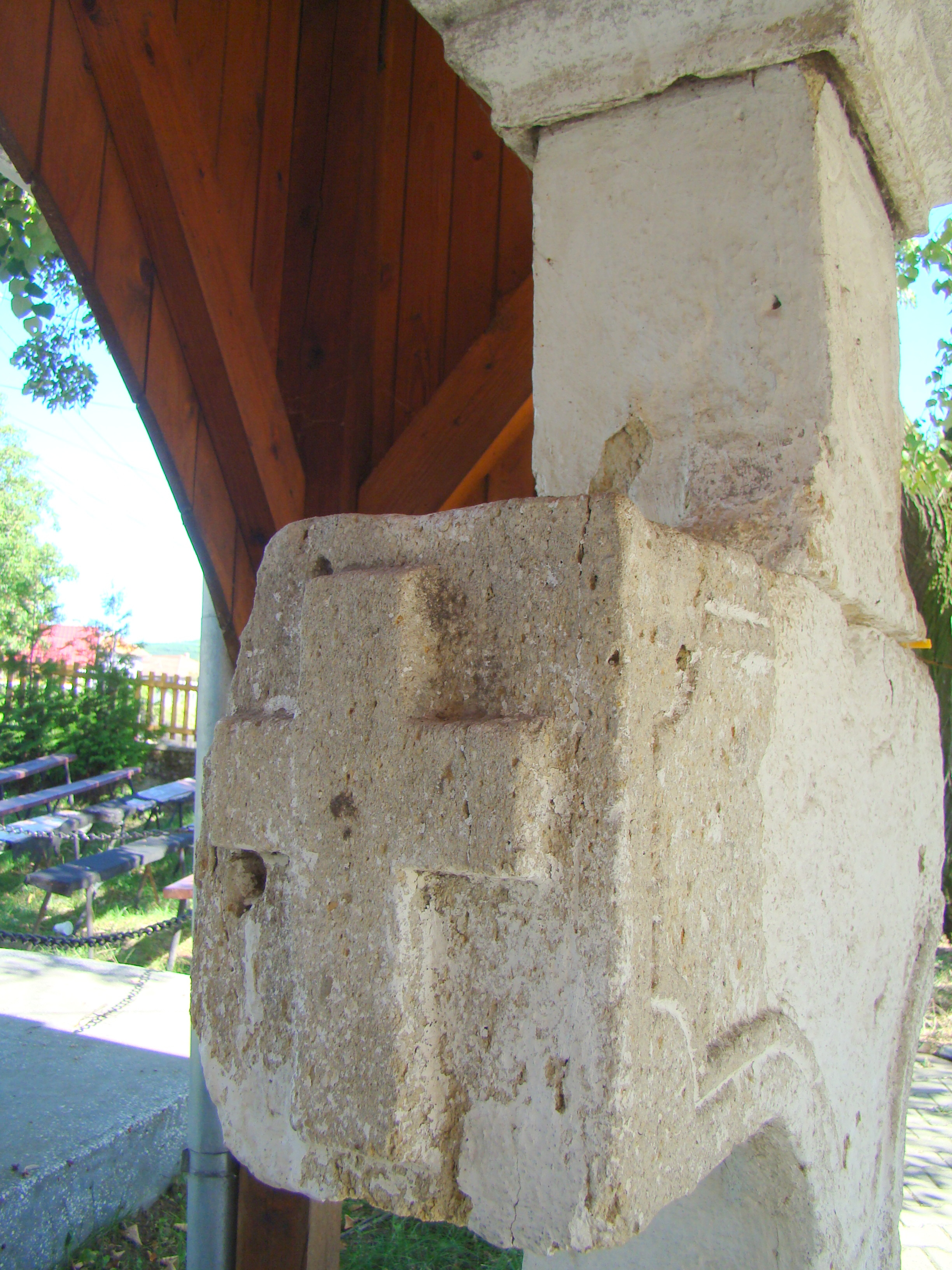
Cimitirul vechi al bisericii „Cuvioasa Paraschiva” (monument istoric)

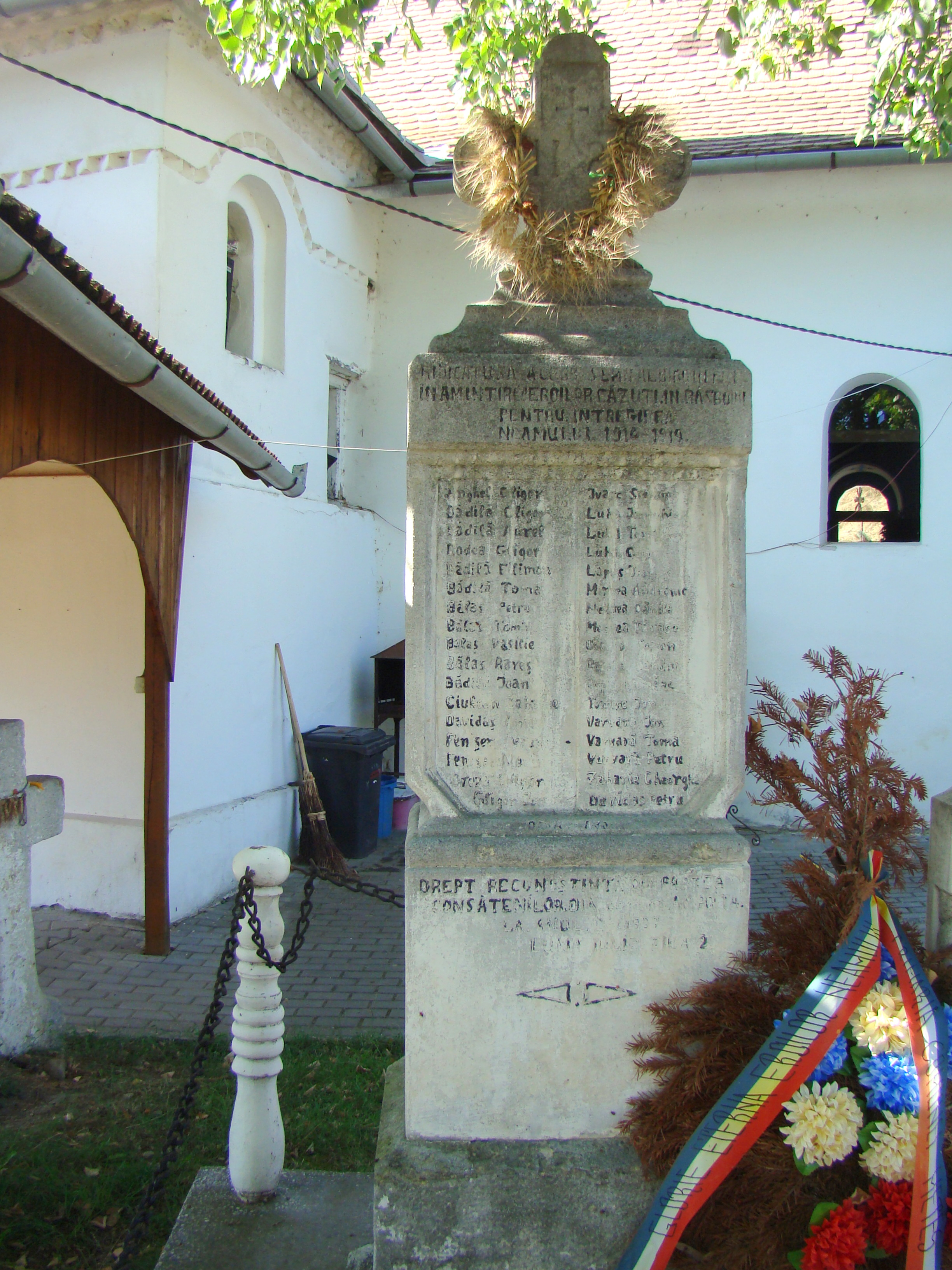
Monumentul eroilor

Biserica „Cuvioasa Paraschiva” din Ampoița, județul Alba, datează din secolul XVII.. Biserica se află pe noua listă a monumentelor istorice sub codul LMI 2010:  AB-II-a-B-00176.

## Istoric și trăsături
Începuturile monumentului sunt legate de secolele XV-XVI, în această fază biserica având o arhitectură simplă, de tip sală, cu spațiul necompartimentat între pronaos și naos, cu pereți realizați din piatră de carieră. De atunci datează portalul de acces de pe latura sudică și fereastra practicată în timpanul de vest, ambele cu ancadramente de piatră și forme ce aparțin tranziției de la gotic la Renaștere (secolul al XV-lea).
În secolul al XVIII-lea se ridică peretele, prevăzut cu o arcadă, ce marchează limita dintre pronaos și naos, iar tavanul vechi de lemn va fi înlocuit cu bolți de cărămidă. Cu ocazia acestor amplificări, se ridică și turnul clopotniță, pe latura de sud a pronaosului, cu partea inferioară de zidărie și foișor deschis de lemn la etaj. Remarcabil este decorul de factură muntenească al turnului, cu o cornișă alcătuită din cărămizi zimțate, așezate pe colț, ce formează arcuri deasupra ferestrelor, realizat de Toma zidarul de la Hurez și Radu.
Actuala deschidere folosită pentru accesul în încăperea de la baza turnului clopotniță, a fost prevăzută cu un portal dreptunghiular de piatră, care datează din a doua jumătate a secolului al XIX-lea: „Acești stâlpi i-au dăruit Georg Nicola, august 15, anul 1868”. În interior pereții erau doar văruiți, iar pictura este de factură recentă. Iconostasul de lemn, constituie de asemenea o realizare târzie, adosată catapetesmei de zid.

## Imagini din exterior

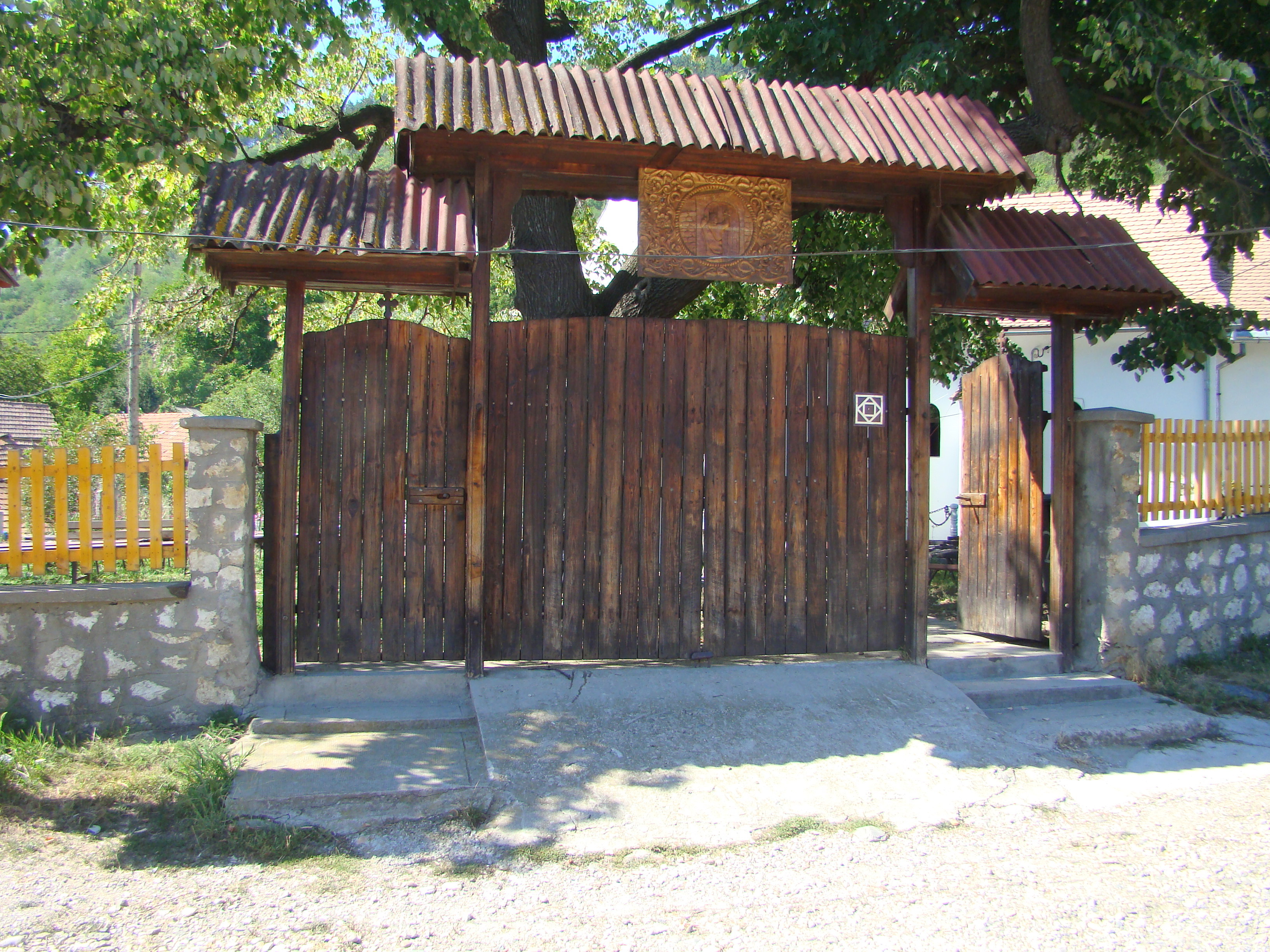
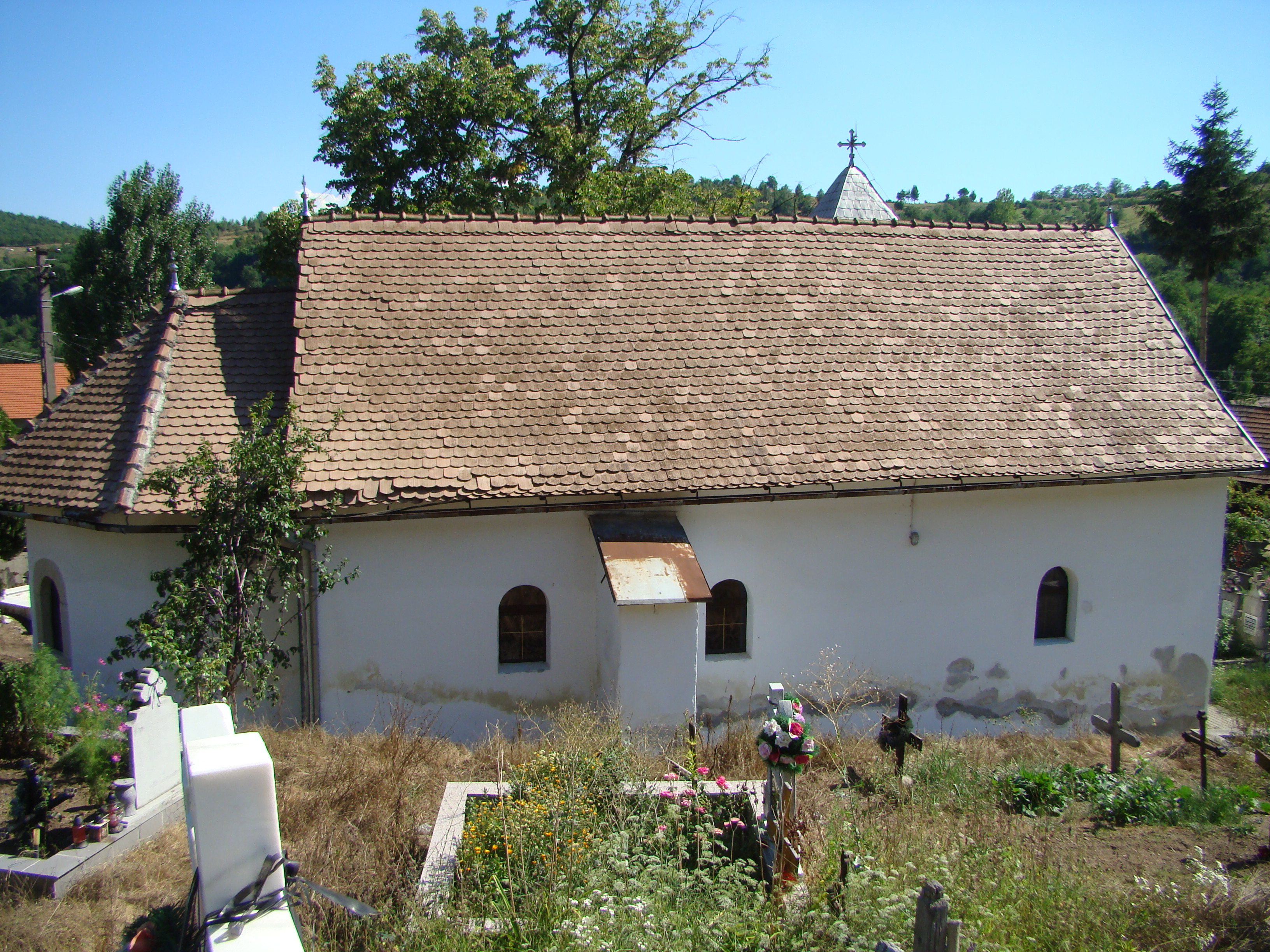
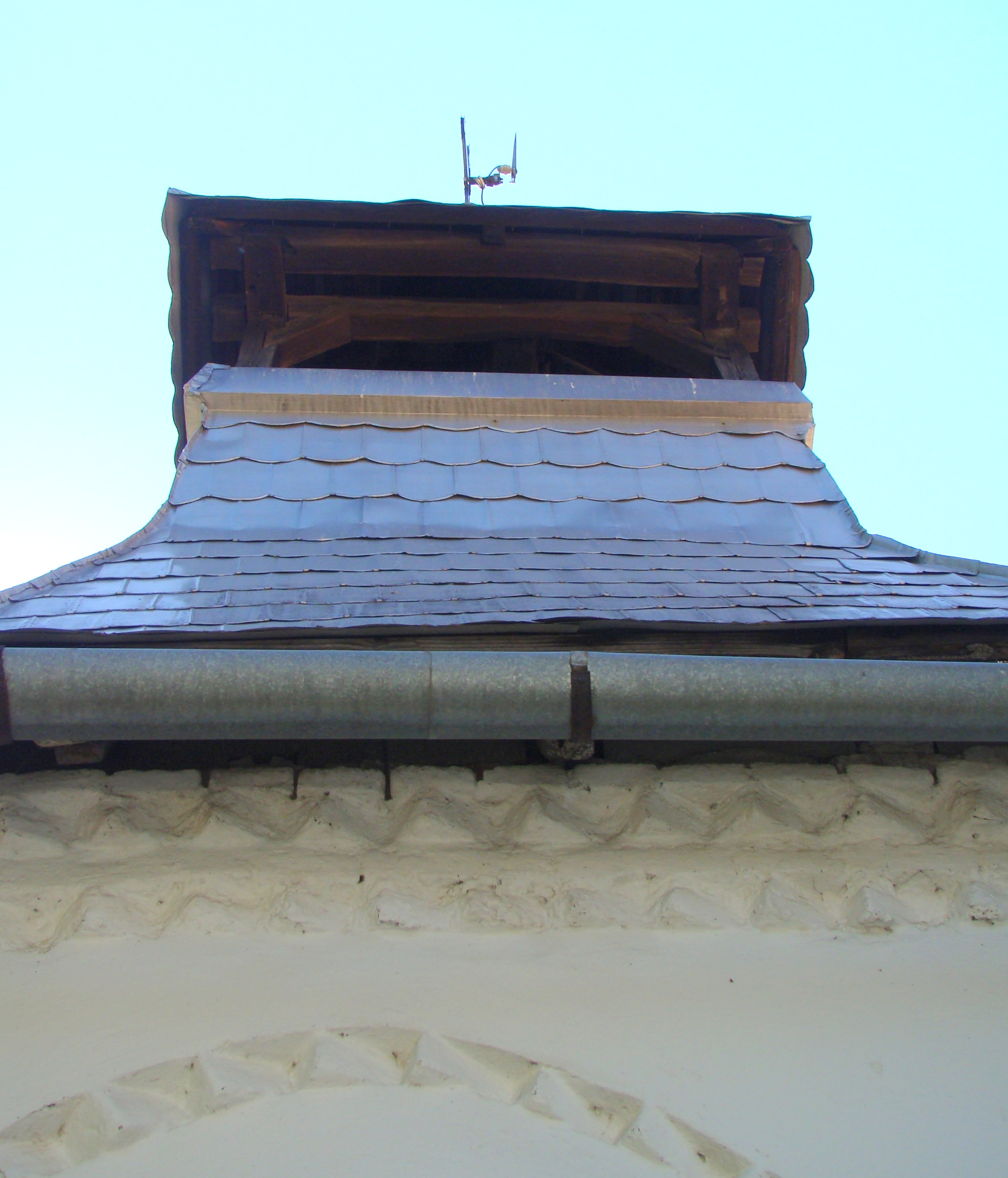
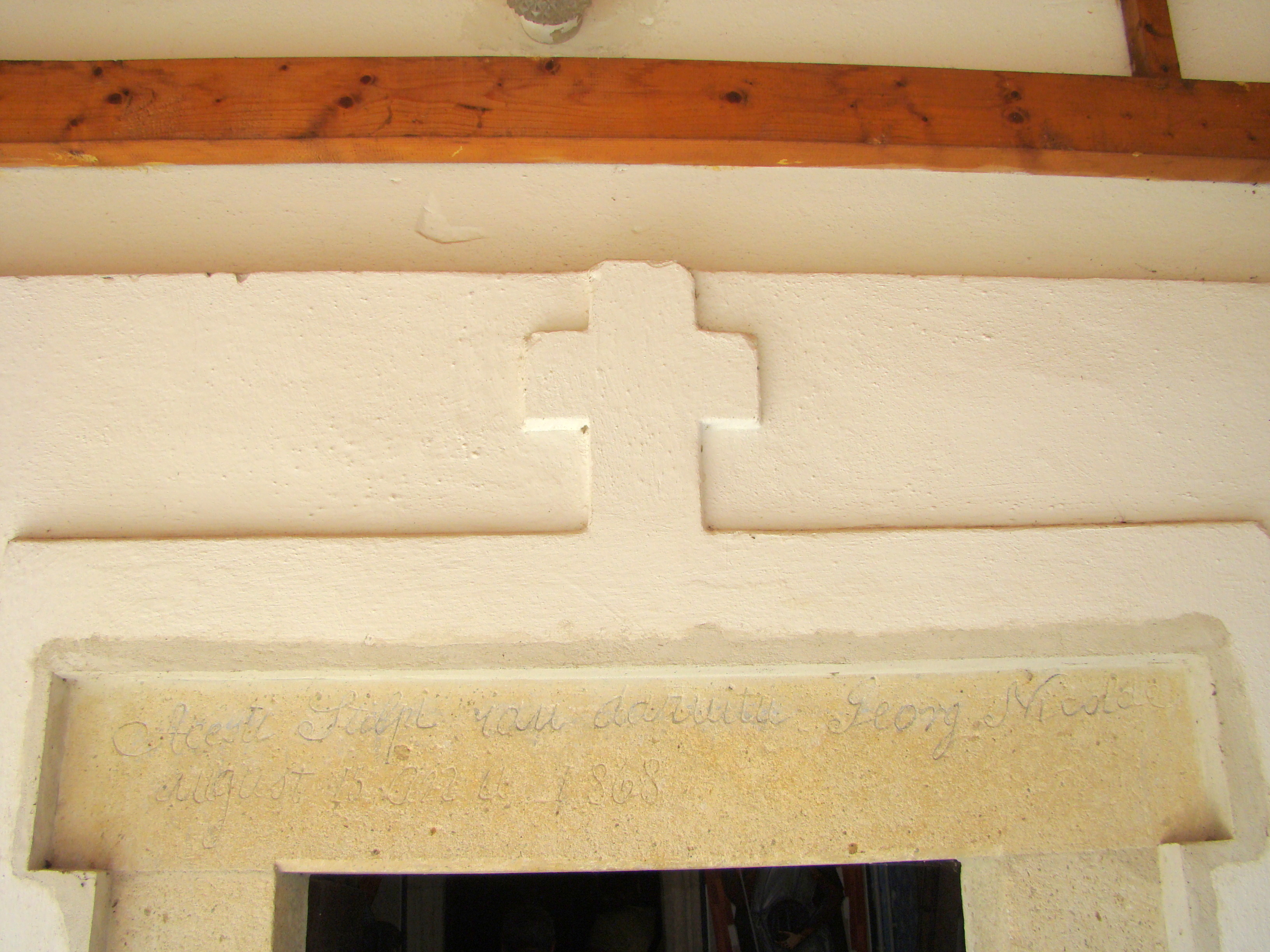
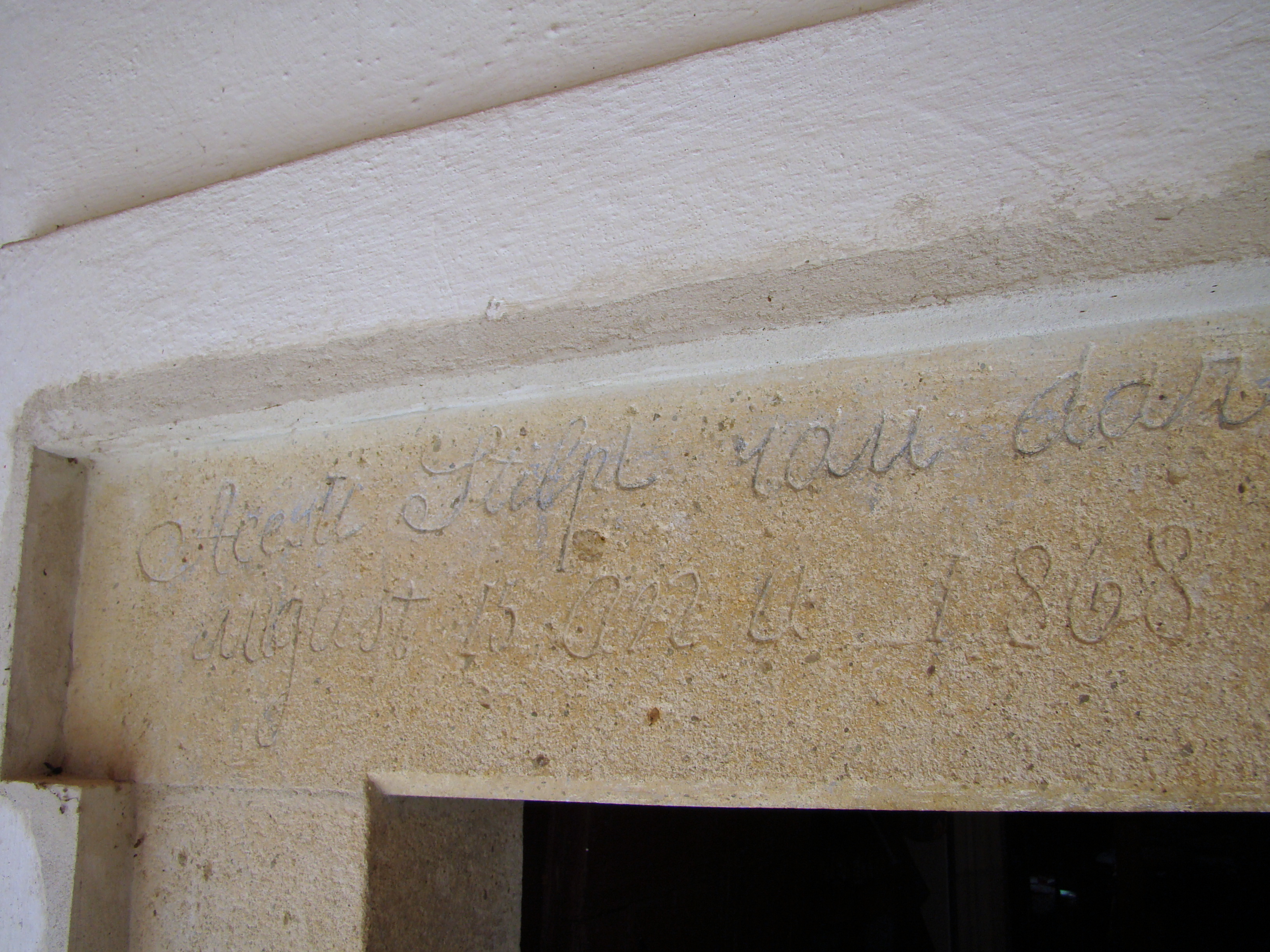
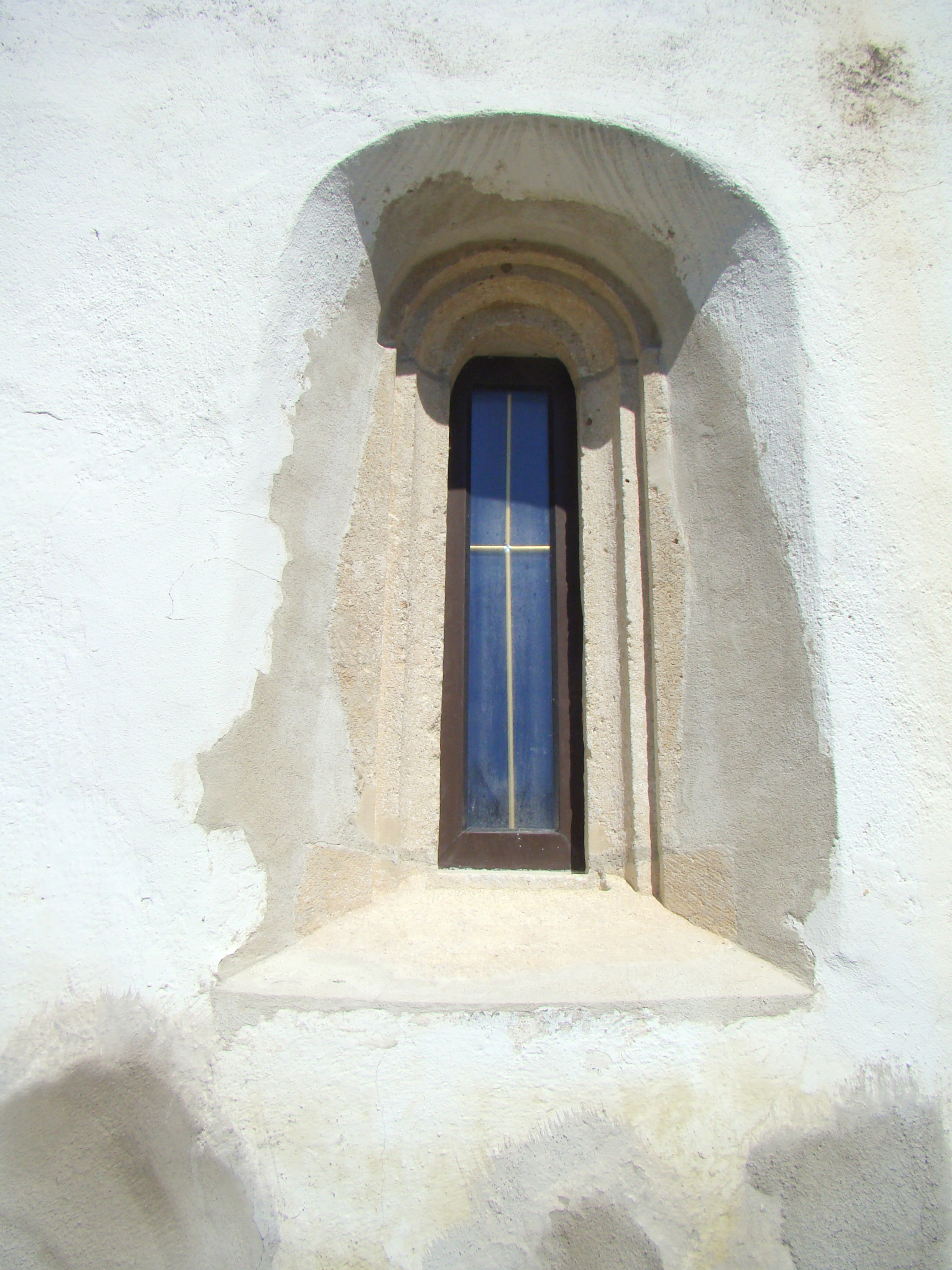
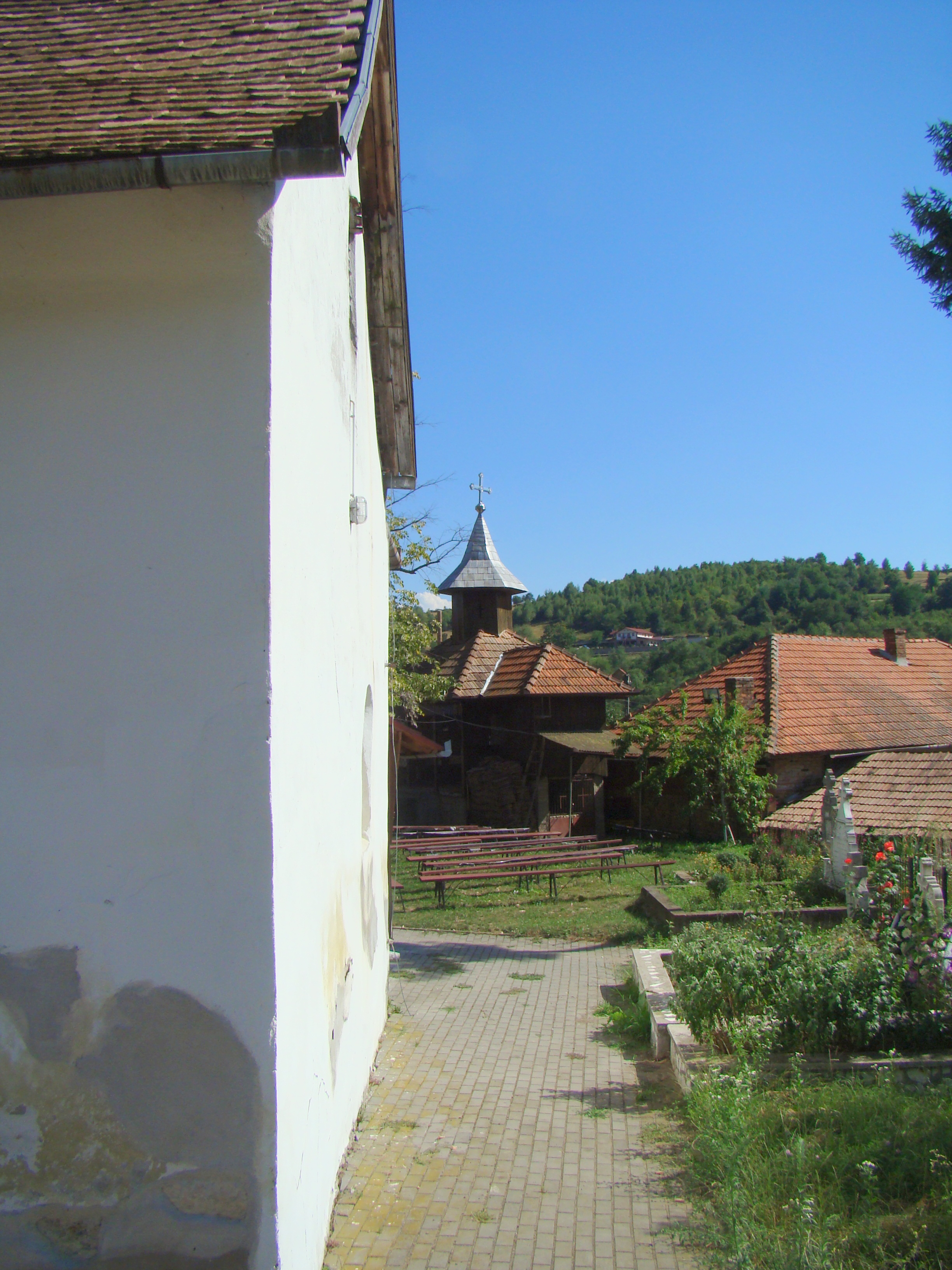
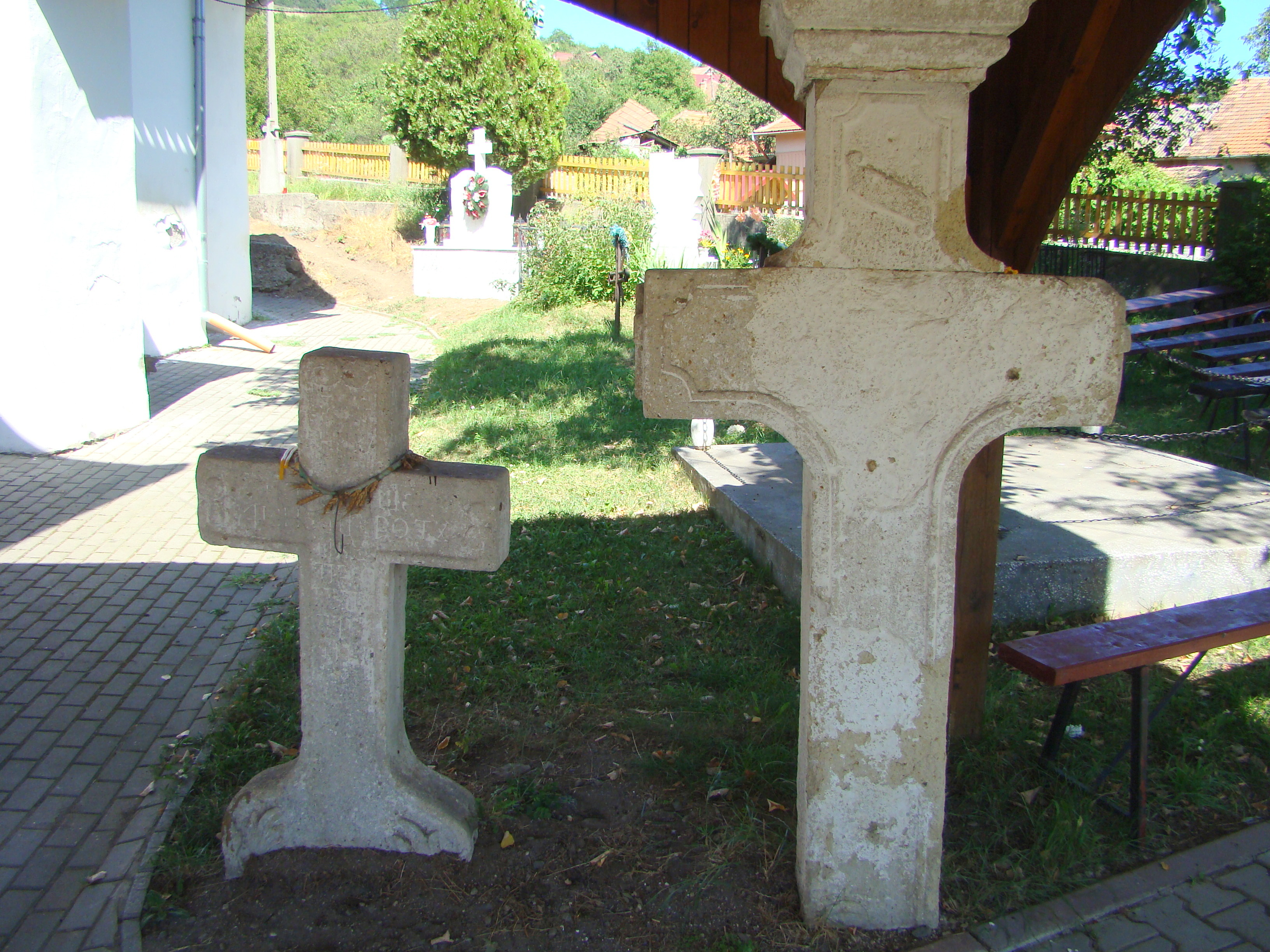
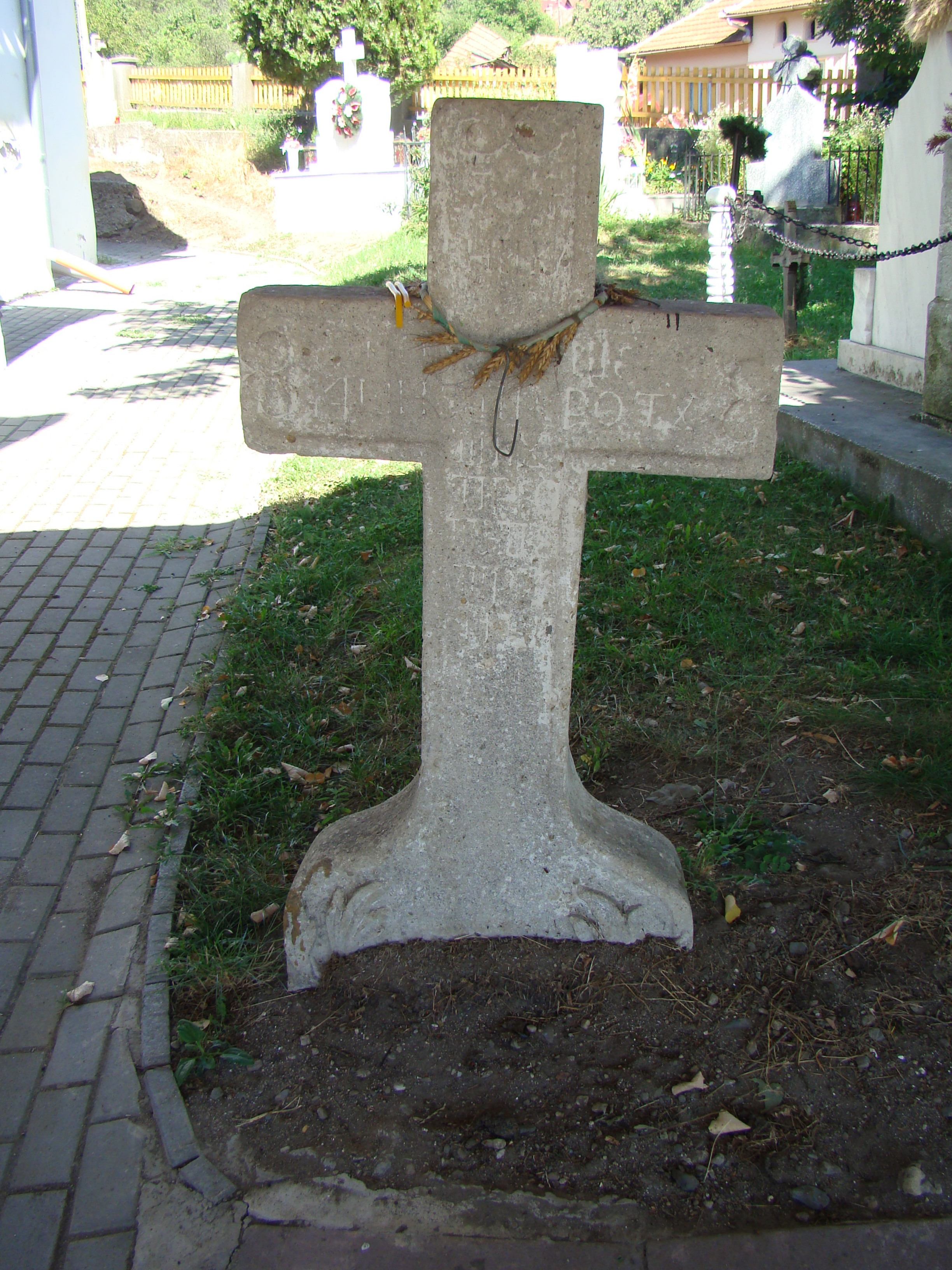
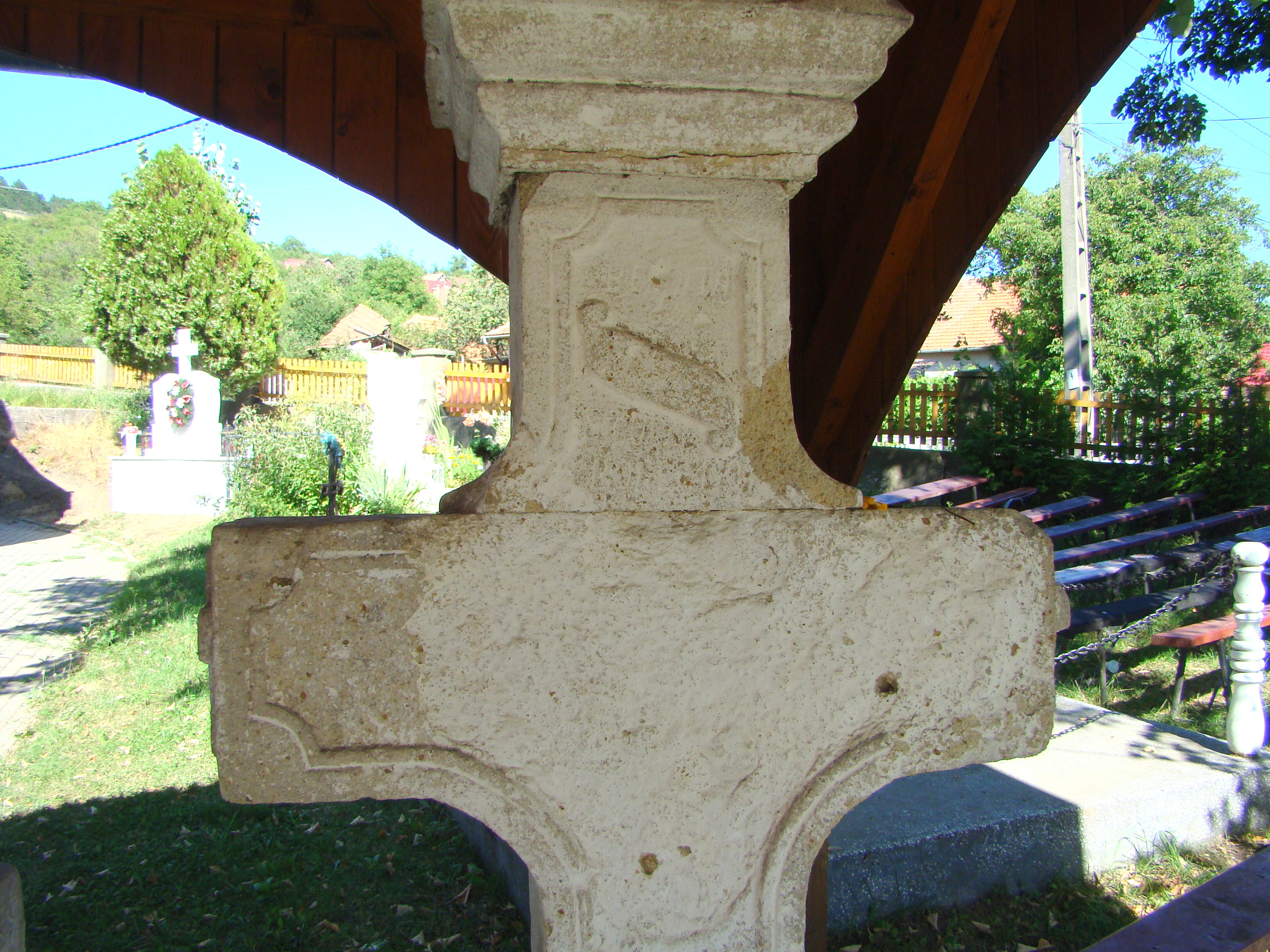
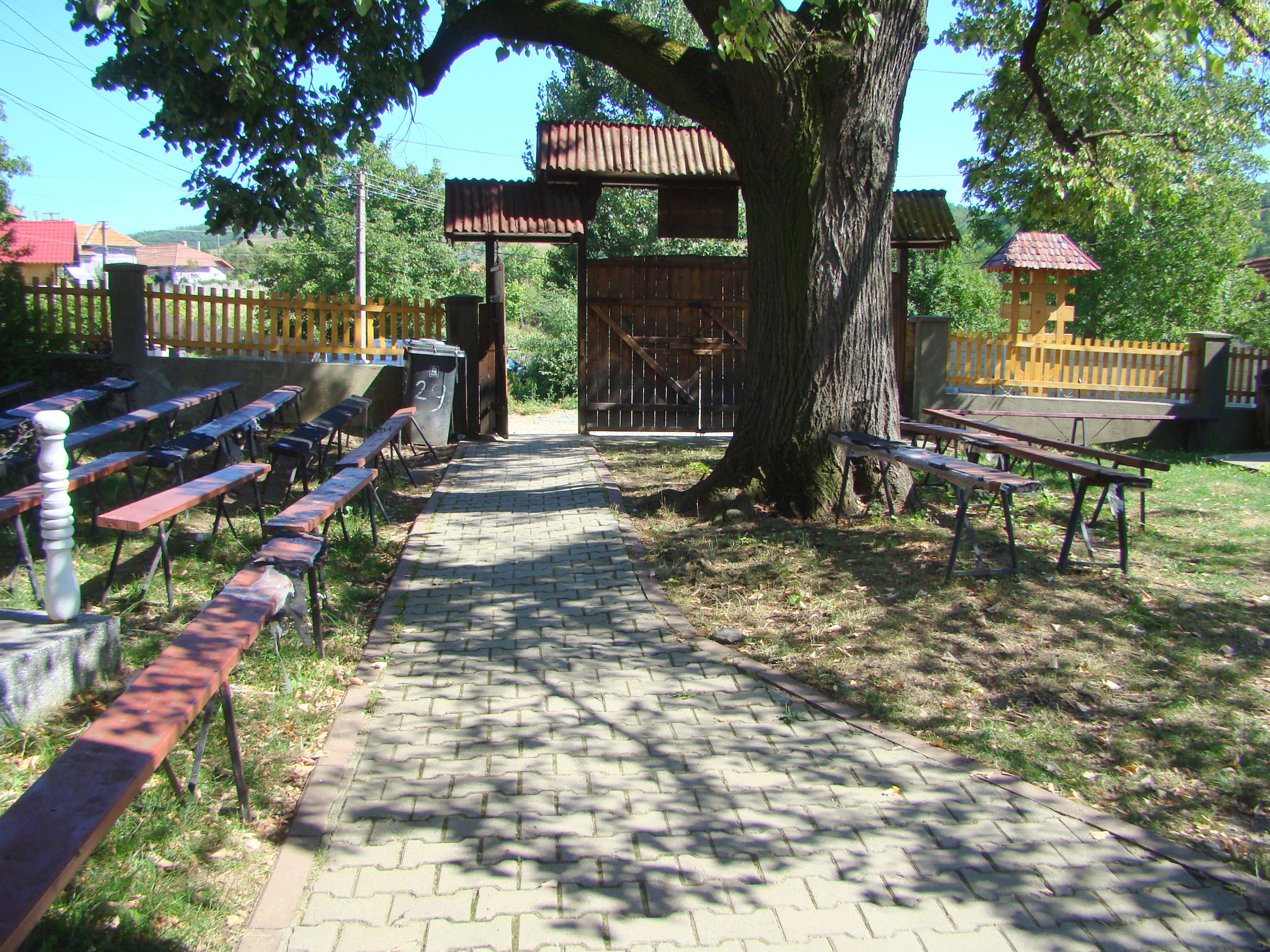
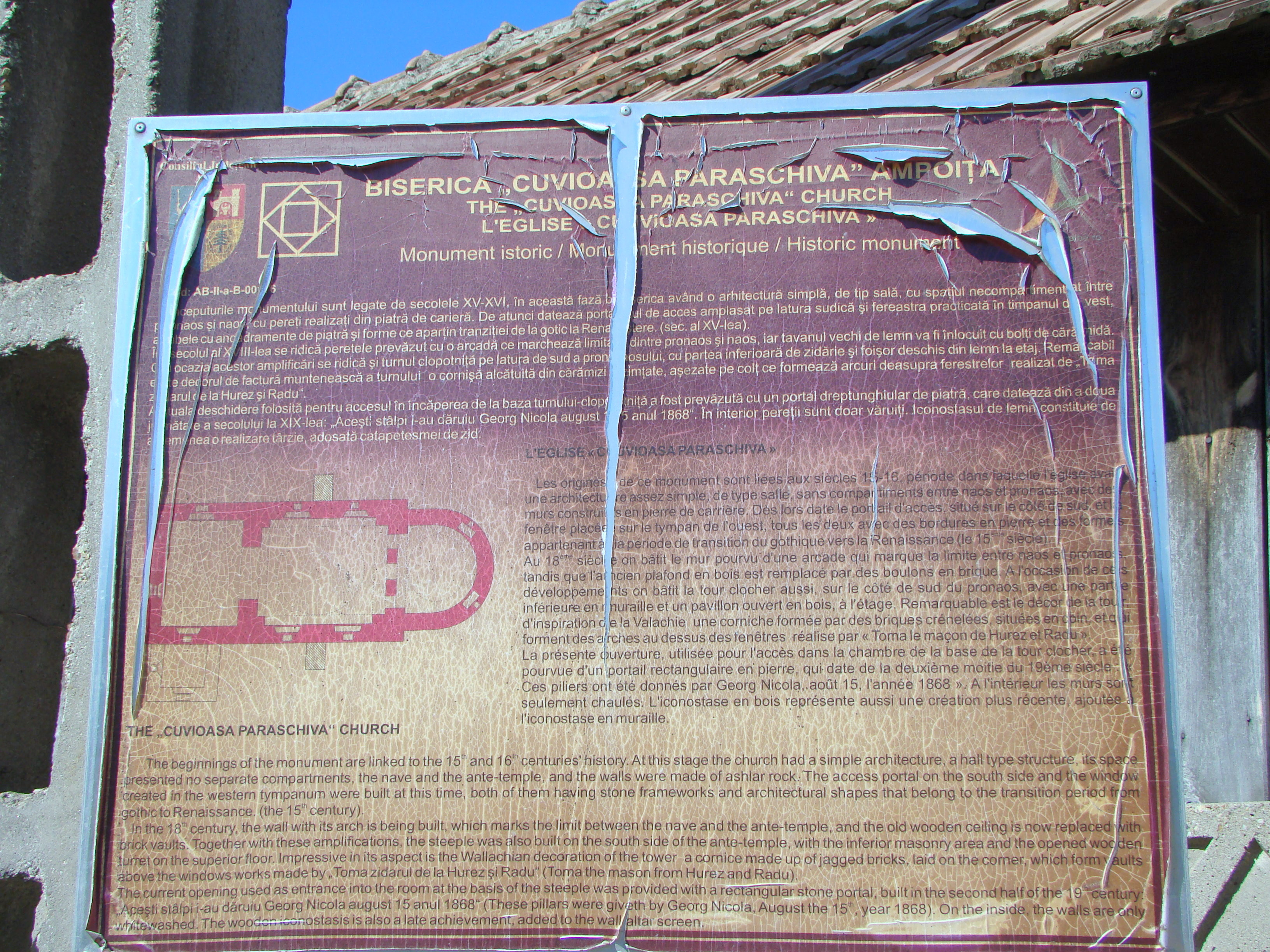

## Imagini din interior

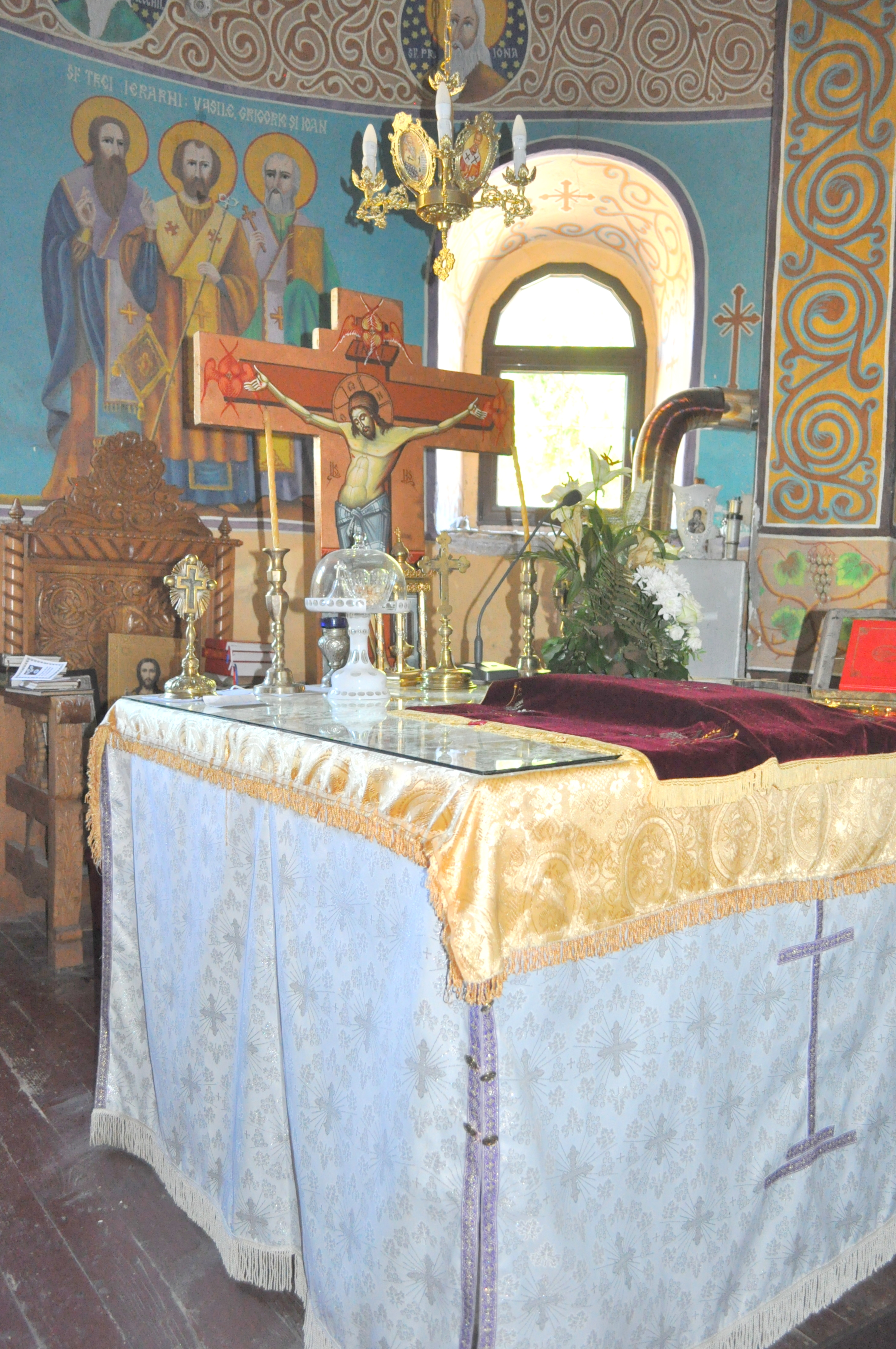
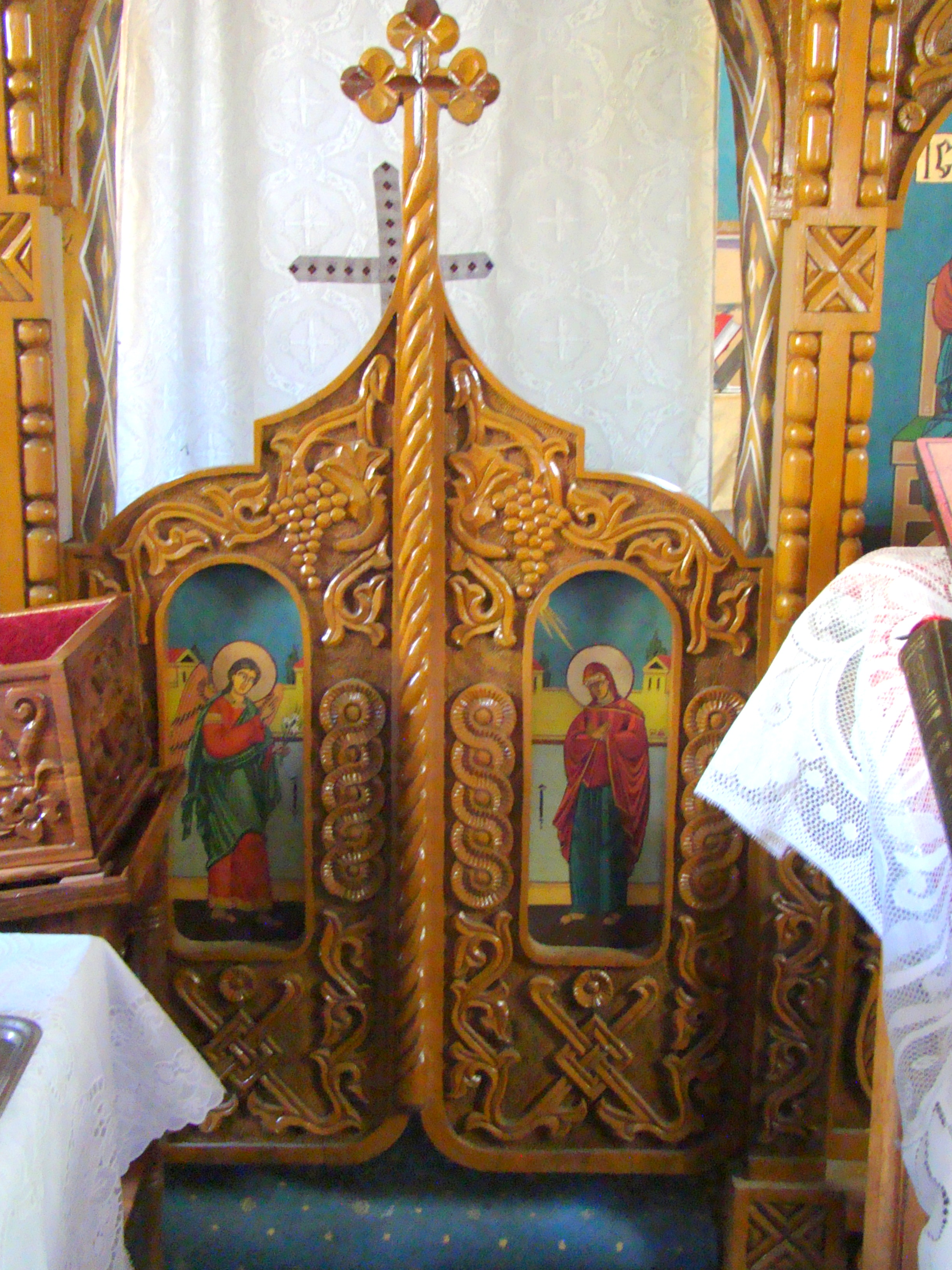
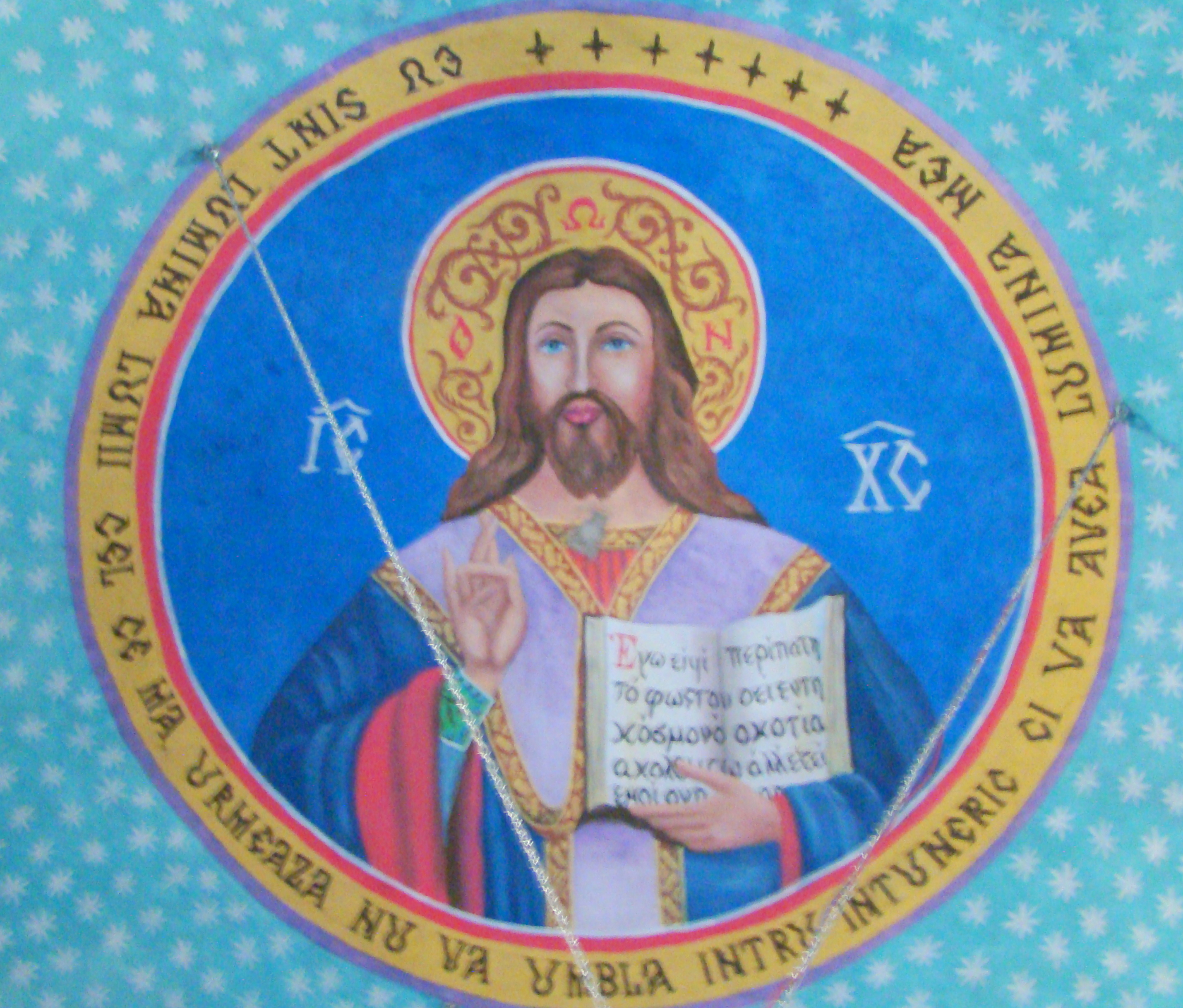
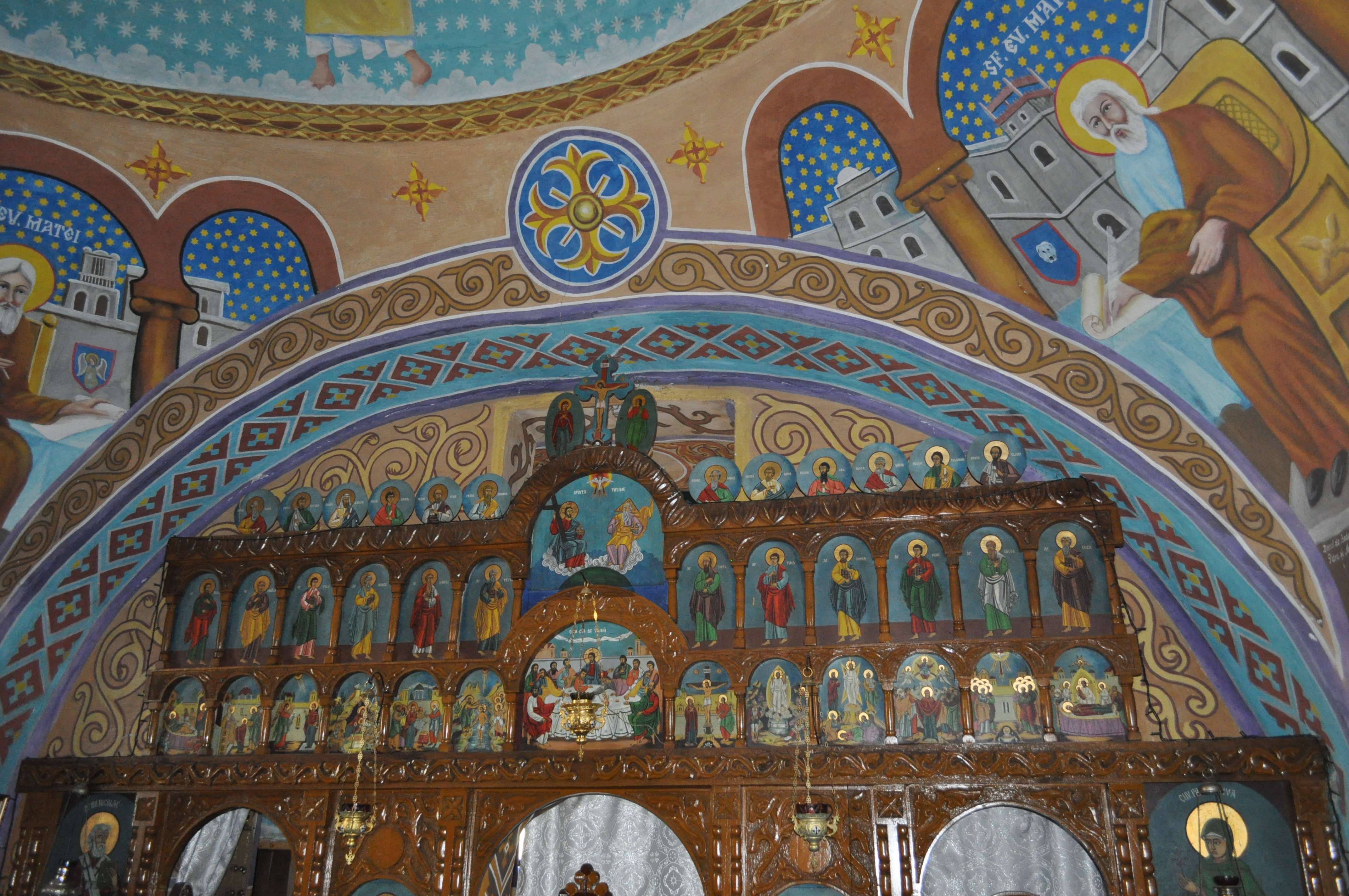
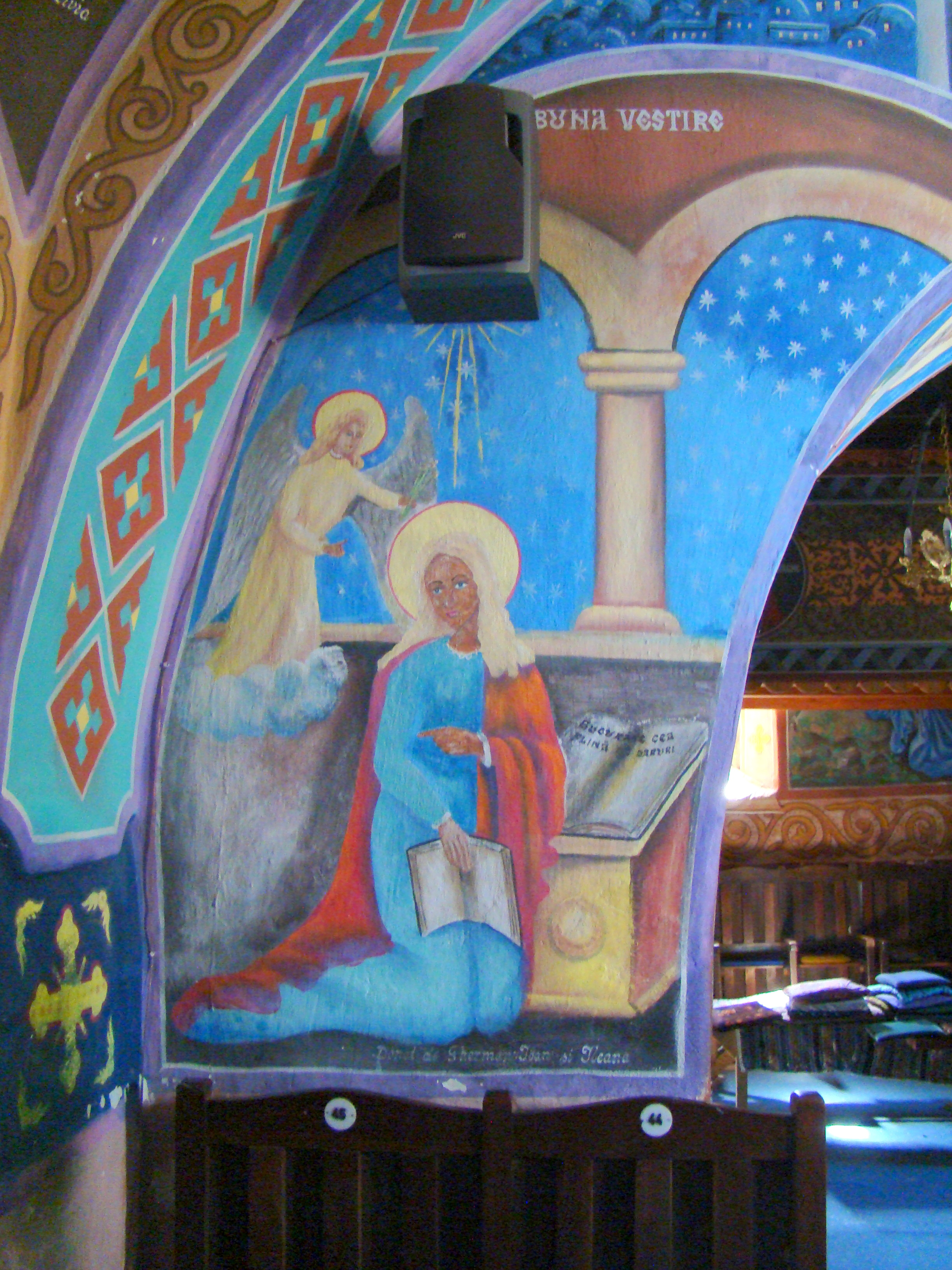
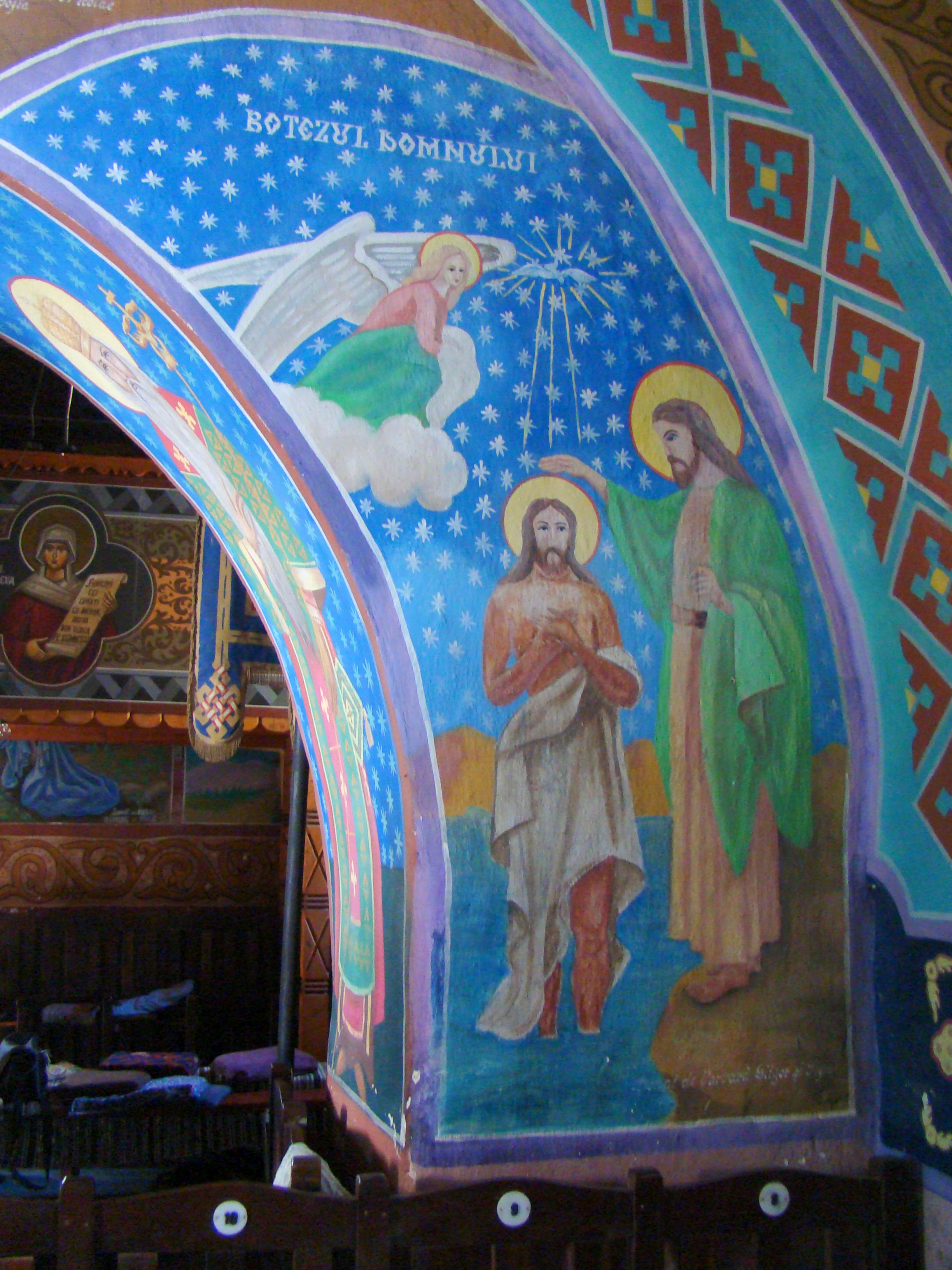
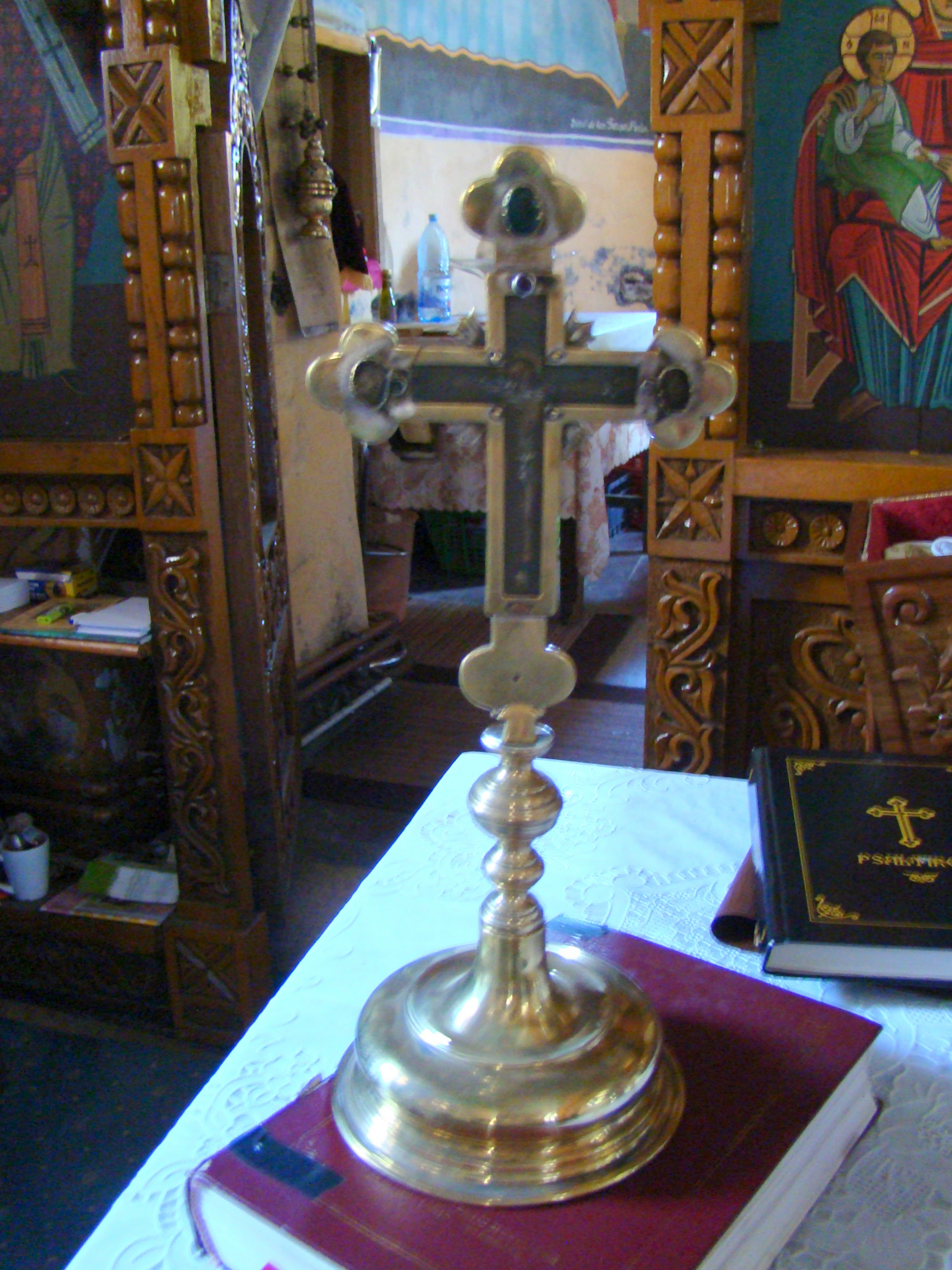
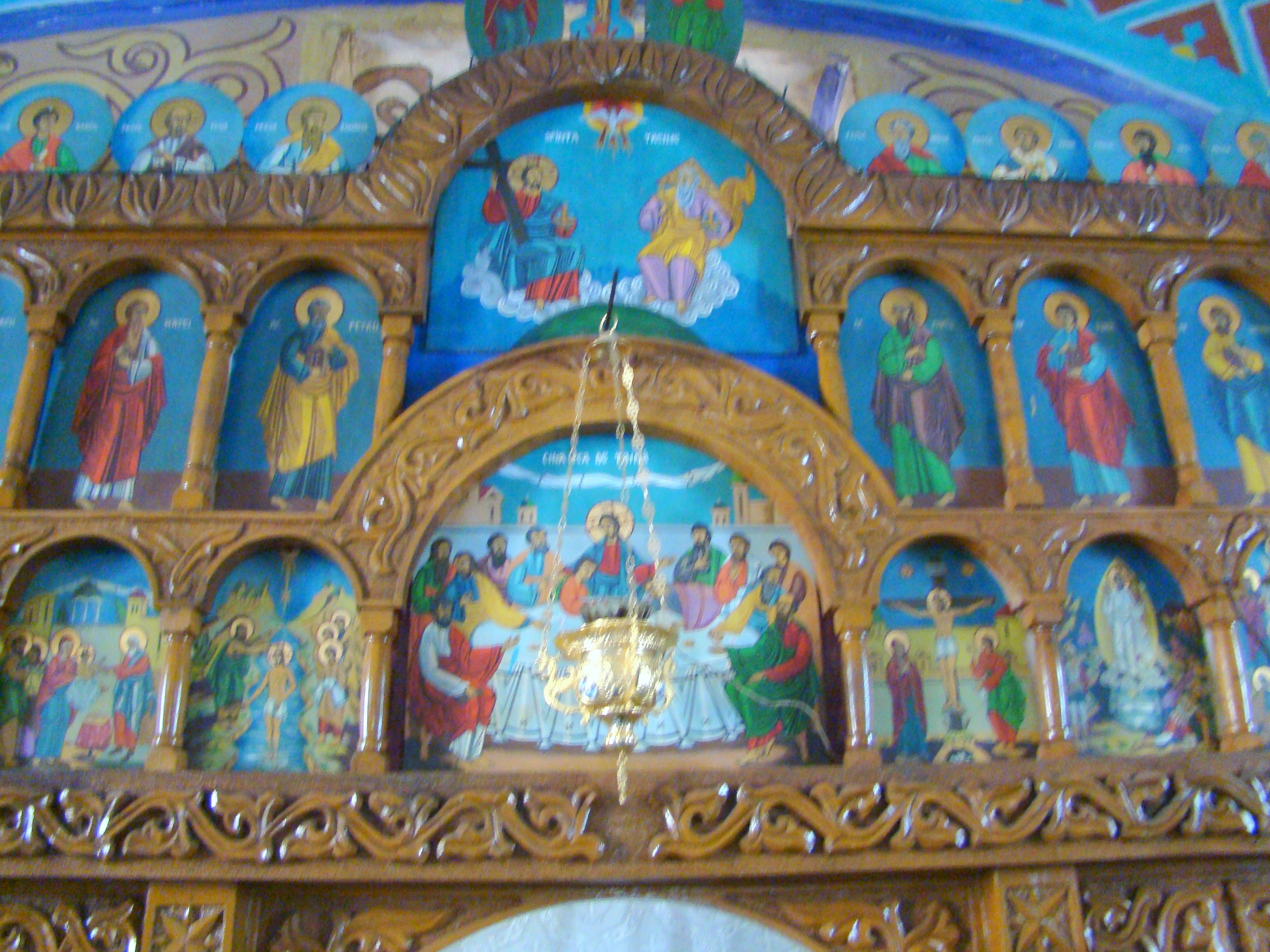
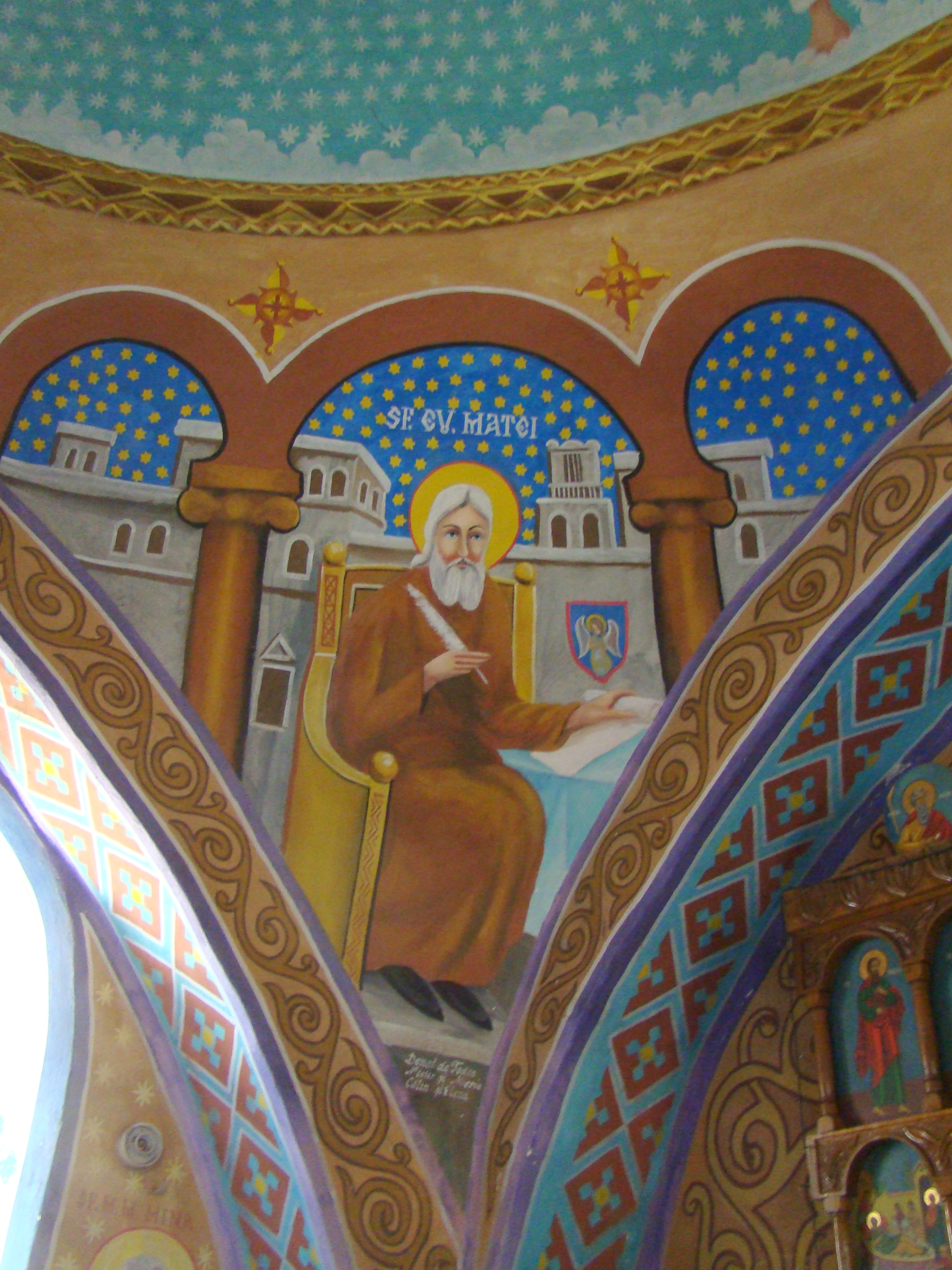
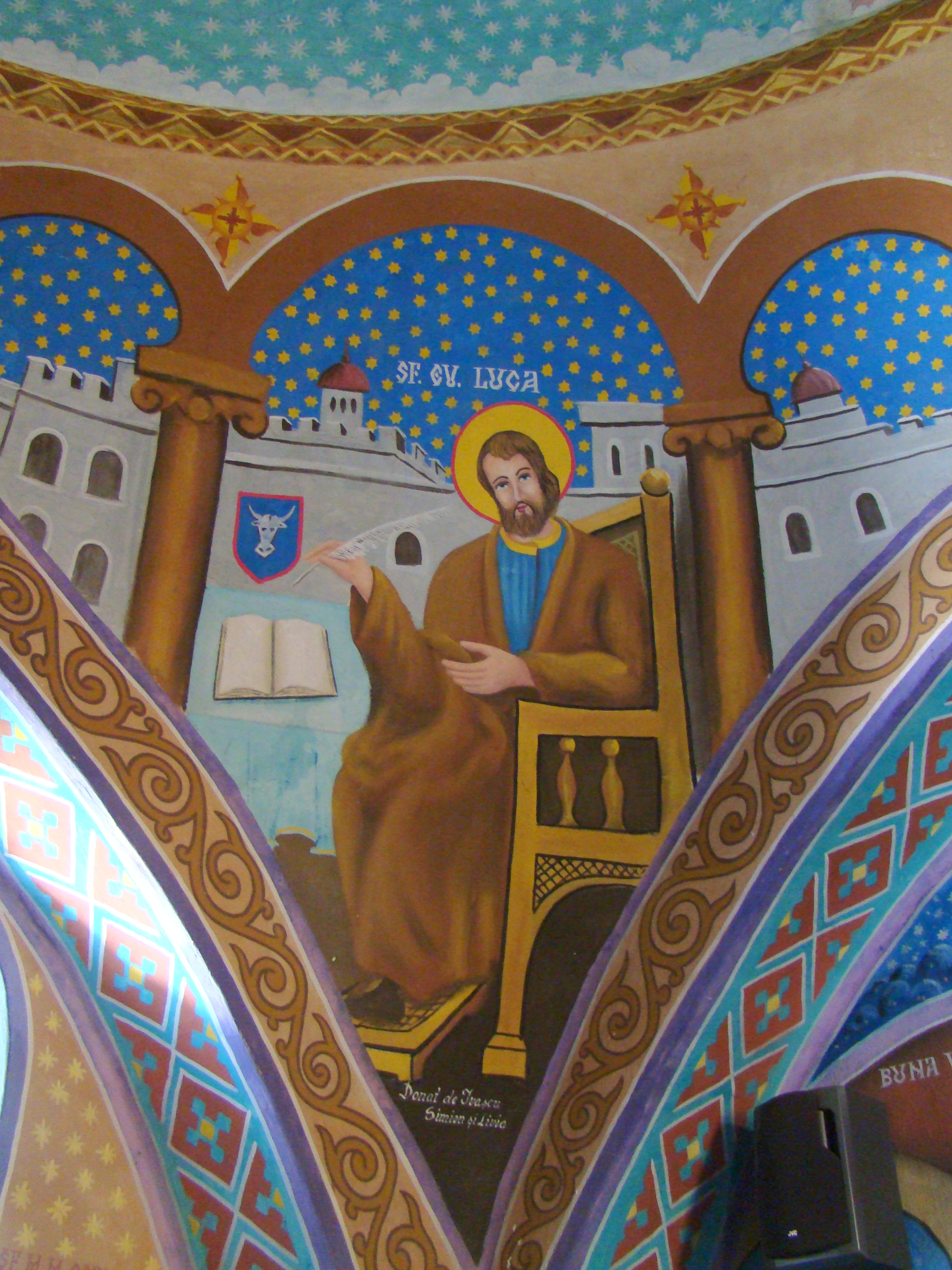
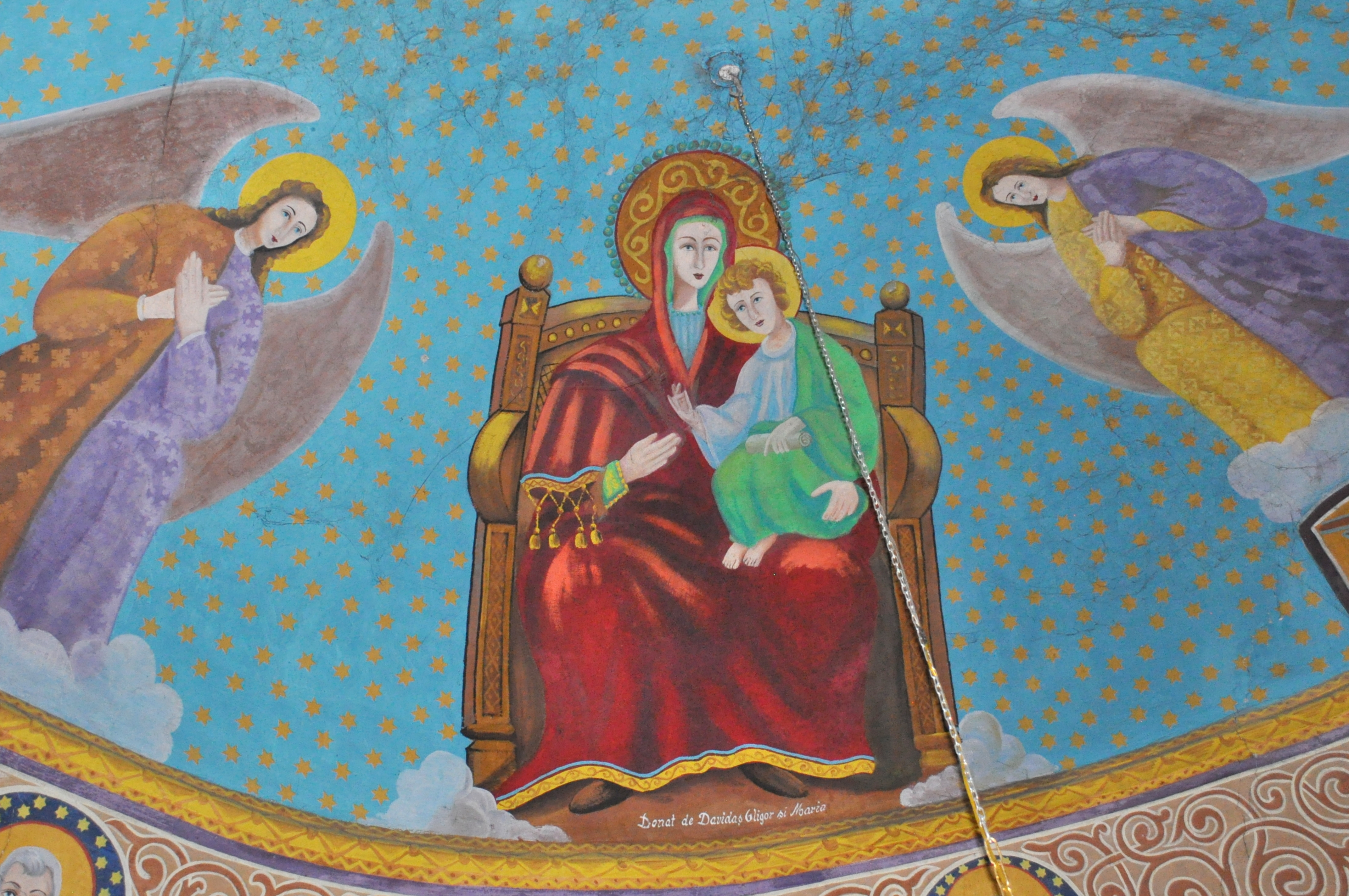
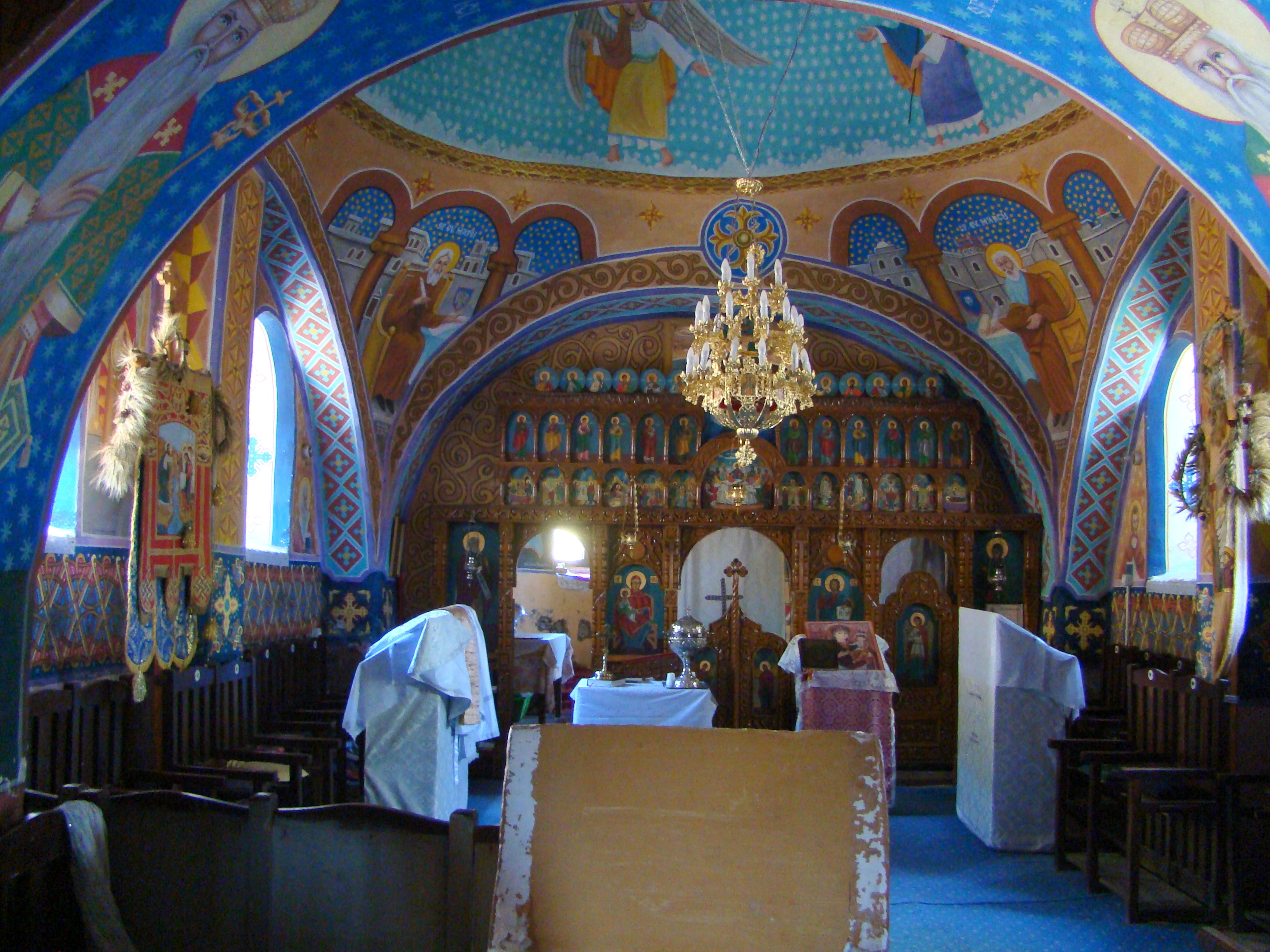